# كولت أندرسون
كولت أندرسون (بالإنجليزية: Colt Anderson)‏ هو لاعب كرة قدم أمريكية أمريكي، ولد في 25 أكتوبر 1985 في بوتي في الولايات المتحدة.

## وصلات خارجية
- كولت أندرسون على موقع مرجع كرة القدم المحترفة.كوم (الإنجليزية)